# یتی بیتس
دیوید اسپریچر (به انگلیسی: David A. Sprecher) که به‌طور حرفه‌ای با نام یتی بیتس (به انگلیسی: Yeti Beats) نیز شناخته می‌شود یک تهیه‌کننده و ترانه‌پرداز آمریکایی است.